# 藤原能忠
藤原 能忠（ふじわら の よしただ、承徳2年（1098年）または康和2年（1100年） - 天治2年7月29日（1125年8月29日））は、平安時代後期の貴族。藤原北家御堂流、権中納言・藤原長忠の子。官位は正五位下・左少弁。

## 経歴
白河院政期後期の保安3年（1122年）父・藤原長忠の権中納言辞任と引き替えに、能忠は中務大輔から権右少弁に遷る。翌保安4年（1123年）左少弁に昇任されるが、天治2年（1125年）7月29日卒去。享年28または26。

## 人物
漢詩を作り、賢かったという（『今鏡』）

## 官歴
注記のないものは『弁官補任』による。
- 時期不詳：従五位上。中務大輔
- 保安3年（1122年） 12月22日：権右少弁、元中務大輔
- 保安4年（1123年） 12月20日：左少弁
- 時期不詳：正五位下[4]
- 天治2年（1125年） 7月29日：卒去[2]

## 系譜
『尊卑分脈』による。
- 父：藤原長忠
- 母：藤原宗実の娘
- 生母不詳の子女
  - 男子：延杲